# Носовичі (зупинний пункт)
Носо́вичі (біл. Насо́вічы) — пасажирський залізничний зупинний пункт Гомельського відділення Білоруської залізниці на неелектрифікованій лінії Бахмач — Гомель між зупинним пунктом Борок (3,2 км) та станцією Зябрівка (5,4 км). Розташований в селі Носовичі Добруського району Гомельської області.

## Пасажирське сполучення
На зупинному пункті Носовичі зупиняються поїзди регіональних ліній економкласу сполученням:
- Гомель — Круговець
- Гомель — Куток
- Гомель — Терехівка.